# Породин
По̀родин (на македонска литературна норма: Породин) е село в община Битоля на Северна Македония.

## География
Селото се намира на 600 m надморска височина в областта Пелагония, на 13 km южно от Битоля.

## История
Народната етимология обяснява името на селото с многото порои там – първоначално било Порой, после Пороин и накрая Породин.
Край селото е разположен археологическият обект Тумба.
В османски данъчни регистри на немюсюлманското население от вилаета Манастир от 1611-1612 година селото е отбелязано под името Породим с 5 джизие ханета (домакинства).
В XIX век Породин е село в Битолска кааза на Османската империя. Според статистиката на Васил Кънчов („Македония. Етнография и статистика“) от 1900 година Породинъ е смесено село с 490 жители, от които 300 българи християни и 190 арнаути мохамедани.
На Етнографската карта на Битолския вилает на Картографския институт в София от 1901 година Породин е чисто албанско село в Битолската каза на Битолския санджак с 85 къщи.
Цялото християнско население на селото е под върховенството на Българската екзархия. По данни на секретаря на екзархията Димитър Мишев („La Macédoine et sa Population Chrétienne“) в 1905 година в Долно Поодино има 56, а в Горно Поодино – 40 българи екзархисти.
По време на българското управление в Македония през Първата световна война Породин е част от Барешанска община в Битолска селска околия и има 538 жители.
В 1951 година селото има 523 жители. Население се изселва в Битоля, Скопие, презокеанските земи и Европа.
Според преброяването от 2002 година селото има 202 жители самоопределили се както следва:
| Националност     | Всичко |
| северномакедонци | 194    |
| албанци          | 6      |
| турци            | 0      |
| роми             | 0      |
| власи            | 0      |
| сърби            | 2      |
| бошняци          | 0      |
| други            | 2      |

Църквата в селото е „Света Петка“, изградена в 1939 година върху по-стар храм.

## Личности
Родени в Породин
- Панде Манойлов (р. 1948), северномакедонски писател